# Sophronica cinerascens
Sophronica cinerascens là một loài bọ cánh cứng trong họ Cerambycidae.